# Hugo Isenburg
Hugo Isenburg (* 27. Juni 1866 in Lennep; † nach 1930) war ein deutscher Verleger.
Isenburg war 1893 Mitgründer und bis 1899 Verleger des Tages-Anzeigers für Stadt und Kanton Zürich. Ab 1899 war er Verleger der Chemnitzer Neuesten Nachrichten.